# Peter Emiljewitsch Bendel
Peter Emiljewitsch Bendel (auch Bendl, russisch Пётр Эмильевич Бендель, * 24. Juni 1905 in Moskau; † 1989 ebenda) war ein russischer Maler. Sein Vorname wird in verschiedenen Texten auch als Petr, Pjotr oder Piotr angegeben, für seinen Vatersnamen gibt es auch die Schreibweisen Emilevich und Emilyevich.

## Leben
Peter Bendel, Sohn des Malers Emil Sigismundowitsch Bendel, absolvierte von 1914 bis 1925 Schule und Studium der Philosophie in der Stadt Freiburg (Schweiz) und nahm in dieser Zeit Privatunterricht in der Malerei. Nach seiner Rückkehr nach Moskau im Jahr 1925 besuchte er dort die Abteilung für Malerei in der staatlichen Kunsthochschule Wchutemas sowie von 1925 bis 1928 das Studio von Fjodor Iwanowitsch Rerberg und von 1929 bis 1930 das Studio Dmitri Nikolajewitsch Kardowskis. Bendel war Mitglied und seit 1940 auch der Vorsitzende einer Gruppe Moskauer Maler.
Nach dem Beginn des Großen Vaterländischen Krieges wurde er als Fotograf an die Front beordert. Im Jahr 1942 geriet er bei Wjasma in deutsche Kriegsgefangenschaft.
Nach Kriegsende wurde Bendel 1945 vom Volkskommissariat für Innere Angelegenheiten (NKWD) verhaftet. In Künstlerkreisen kursierte die Legende, dass der Grund für seine Verhaftung seine Anfertigung eines riesigen Porträts von Josef Stalin für die Fassade des Bolschoi-Theaters war, das an einem regnerischen Novembertag so entstellt wurde, dass es so wirkte, als ob sich Stalins Gesicht hinter Gitterstäben befunden hätte. Ein Zeitzeuge Bendels – Klaus Hennig – berichtet dagegen, dass Bendel in deutscher Gefangenschaft deutsche Offiziere porträtieren musste, um seine Überlebenschancen zu verbessern. Dies sei ihm vom russischen Regime so übel genommen worden, dass er dafür sofort verhaftet wurde, nachdem diese Information durchgesickert war.
Peter Bendel wurde am 16. April 1945 wegen des Vorwurfs der antisowjetischen Agitation von einem Militärtribunal gemäß Artikel 58 des Strafgesetzbuches der RSFSR zu zehn Jahren Haft und 5 Jahren Enteignung verurteilt. Seine Haft musste er im Arbeitslager Workuta verbringen, wo er neben der Zwangsarbeit im Theater des Gulag als Chef-Künstler tätig war. Bendel war am Entwurf zahlreicher Theaterstücke beteiligt und war außerdem als Porträtmaler und mit gestalterischen Aufträgen für die Stadtplanung beschäftigt.
Das Lager Workuta wurde 1953 aufgelöst, was ihm nach 8 Jahren Haft die Freiheit bescherte, jedoch ohne Rehabilitation. Im Jahr 1953 zog er nach Syktywkar in der Republik Komi. Er arbeitete im heimatkundlichen Museum, am Dramen-Theater der Republik Komi und an nationalen Ausstellungen. Aufgrund der Amnestie vom 17. September 1955 verzichtete er auf eine bereits geplante Künstlerreise und kehrte sofort nach Moskau zurück. Es folgten Arbeiten für die Illustrierte Ogonjok und für die Theater-Kolumne der Zeitung Iswestija. Außerdem war er als Grafiker sehr gefragt und schuf zahlreiche Gemälde und Grafiken, die für Briefmarken, Umschläge, Postkarten und Plakate verwendet wurden.
Ende der siebziger Jahre wohnte Peter Bendel mehrmals bei Klaus Hennig in der Villa Käthe-Kollwitz-Ufer 92, wenn er die Kunststadt Dresden besuchte. Dabei schuf er einige unveröffentlichte Porträts der Familie Hennig.
Peter Bendel schuf mit einer besonderen Technik zahlreiche (Groß-)Porträts der „Führer aller Völker“, die trotz seiner Verurteilung weiterhin an Gebäuden wie dem Bolschoi-Theater angebracht wurden. Viele der weltweit bekannten, plakativen Darstellungen von Marx, Engels, Lenin, u. a. wurden von ihm geschaffen. Auch seine Auftragsarbeit mit Marx, Engels, Lenin, Stalin und Mao ist weltweit zu finden und in der Geschichte der Weltpolitik bezüglich der chinesisch-russischen Beziehungen immer noch relevant.
Die offizielle Webseite des Bürgermeisters von Moskau berichtete am 15. Oktober 2019: Die Werke des Grafikers Pjotr Bendel wurden in das Moskauer Hauptarchiv verlagert. Die Materialien wurden von Melnikova Nadezhda im Rahmen der städtischen Kampagne Moskau – mit Sorgfalt für die Geschichte übergeben.

## Werke
Bedeutende Porträts
- Porträt von Alexander Wassiljewitsch Beljakow, Gravur/Druckgrafik, 1937. russ. Nationalbibliothek – hier Online verfügbar (vivaldi.nlr.ru)
- Porträt von N. G. Gaidarow, Chefregisseur des Theaters Workuta 1952. Papier, Bleistift, Kreide. – kraevidenie.ru
- Porträt der Schauspielerin N. I. Glebowa als Maritza. 1946. Aquarell auf Papier. – kraevidenie.ru
- Porträt eines Mädchens im Kleid der Braut. 1954. Aquarell auf Papier. – kraevidenie.ru
- Porträt von Alexander Tschernow, Held der Sozialistischen Arbeit, Doktor der Geologie, Professor. 1953. Getöntes Papier, Kohle und Kreide. – kraevidenie.ru
- Porträt eines alten Fischers aus Petschora. 1954. Aquarell auf Papier. – kraevidenie.ru
- Porträt der Raisa D. Isjurowa in Syktywkar, Held der Sozialistischen Arbeit im Jahr 1953. Papier getönt, Aquarell, Kohle. – kraevidenie.ru

Weitere Arbeiten
Weitere Briefmarken:

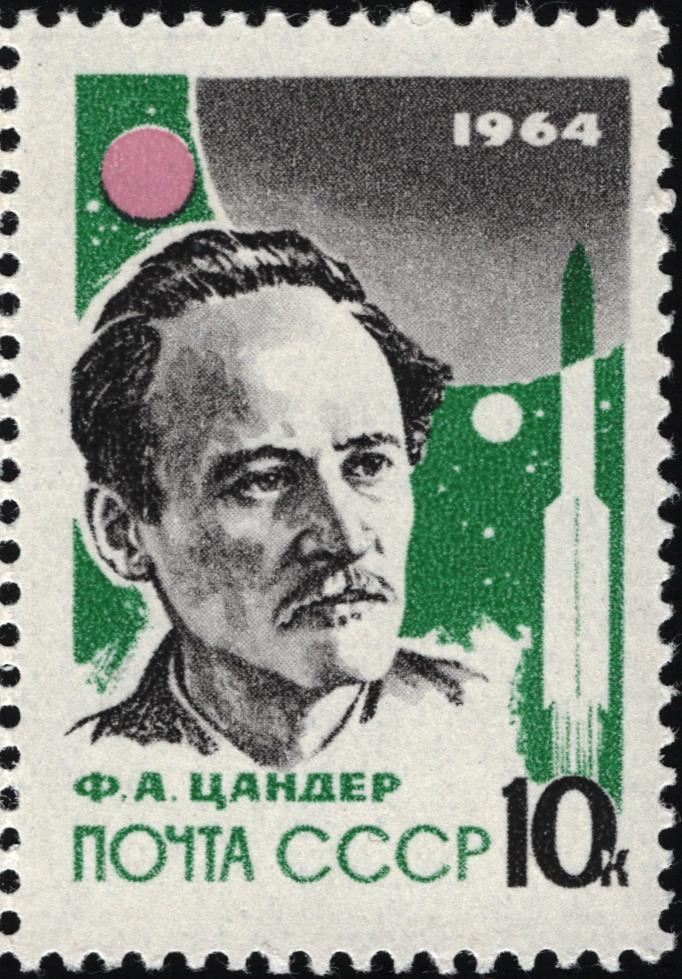
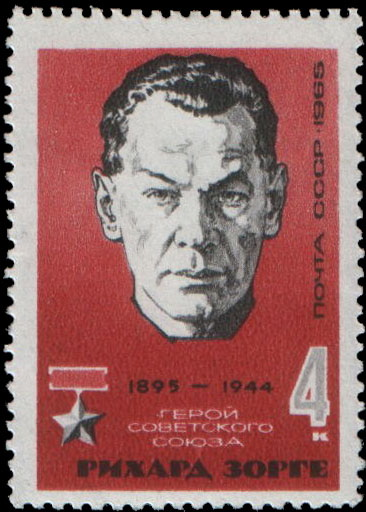
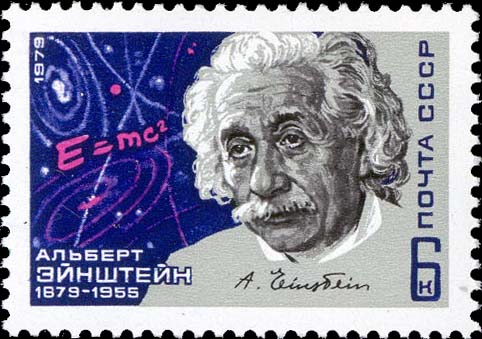
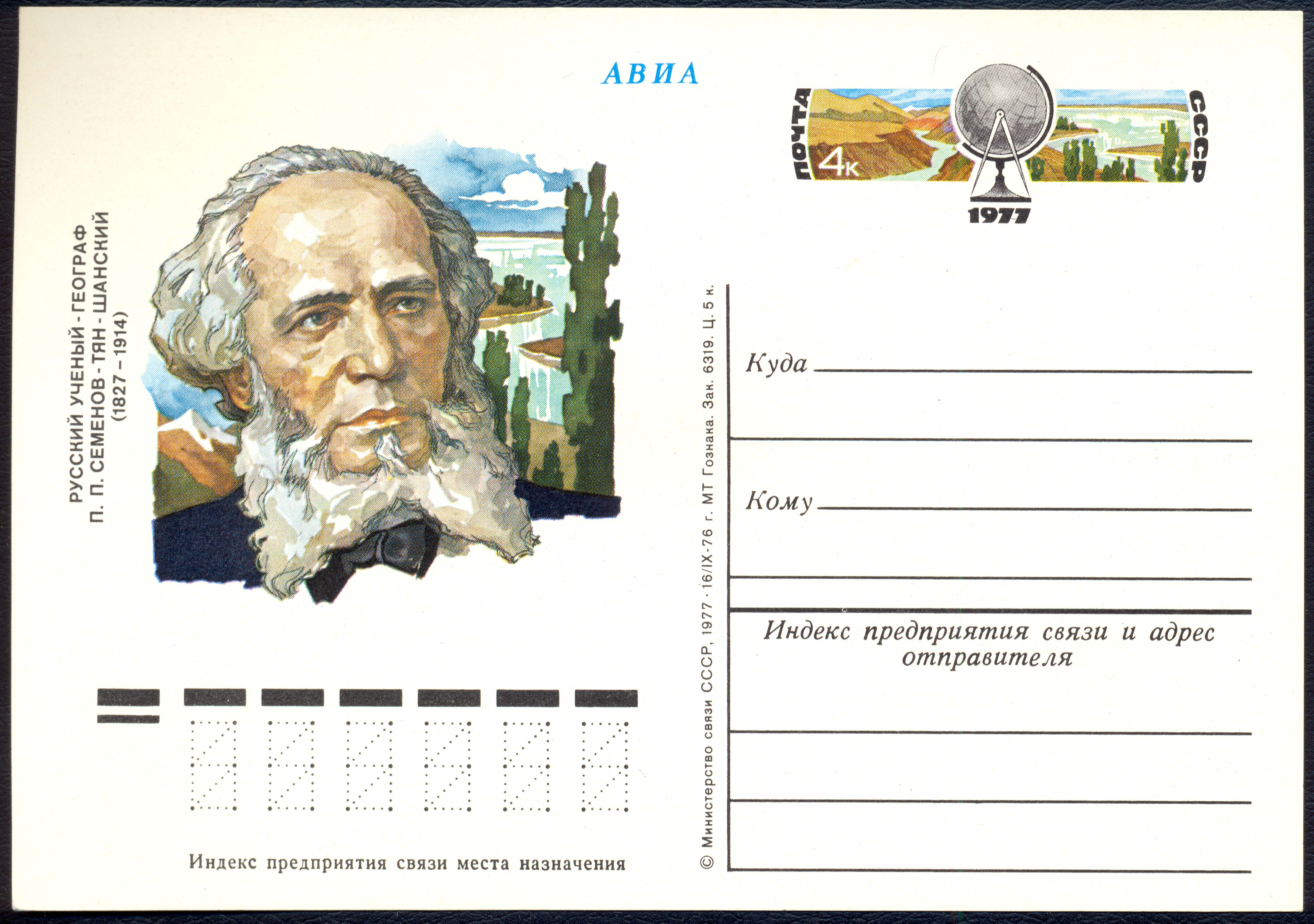

- Postage Stamps – stamps.v4ka.com mit Suchwort "Bendel". Abgerufen am 22. März 2016 (englisch).